# Groupe Doux
 (février 2023).
L'article doit être relu — et modifié si nécessaire — par des contributeurs indépendants pour apporter un regard critique aux contributions effectuées en violation des conditions d'utilisation de Wikipédia, tant sur la forme (notamment concernant le style encyclopédique, la proportionnalité) que sur le fond (la neutralité de point de vue, la qualité et l'indépendance des sources).
Le Groupe Doux est une entreprise agroalimentaire française créé en 1955 et dissoute en 2018.
Elle est basée à Châteaulin et est spécialisée dans les transformations de volaille.

## Historique

### Débuts et industrialisation: 1930 - 1970
Dans les années 1930, Pierre Doux démarre un négoce de volailles. En 1955, il ouvre à Port-Launay dans le Finistère son premier abattoir de volailles. Les aviculteurs bretons développent alors l’élevage hors-sol qui consiste à nourrir la volaille avec des intrants, c'est-à-dire des aliments produits en dehors de l’exploitation agricole.
Dans les années 1960, la société Doux travaille en étroite collaboration avec l’Institut de Sélection Animale (ISA) afin de retenir les meilleures souches de poule en fonction de leurs attributs physiologiques. Durant cette même période, la société achète ses premières machines de congélation aux États-Unis et initie le développement d’un commerce de carcasses de volailles congelées vers le Moyen-Orient.
En 1975, Charles Doux prend la direction de l’entreprise créée par son père.

### Internationalisation: 1970 - 2003
Dans les années 1970, Doux s'internationalise et devient le premier exportateur de carcasses de volailles congelées et transformées vers l’Arabie saoudite, le Qatar et les Émirats arabes unis. Le groupe bénéficie d’une situation portuaire idéale pour acheminer ses transformations dans un pays où le poulet ne fait l’objet d’aucun interdit religieux.
En 1991, la société Doux devient propriétaire de la marque Père Dodu, par la reprise des sites Galina du siège historique de la marque, à Malansac, et de Pleucadeuc, et via l'achat en 1998 de la Soprat (à La Vraie-Croix), propriété de Guyomarc'h,.
Les accords du Gatt signés à Marrakech en 1994 imposent à l'Union européenne de réduire ses aides à l'exportation, et Doux perd alors la moitié de son marché à l'exportation.
En 1998, le groupe Doux s'implante au Brésil en achetant Frangosul, en s'endettant à hauteur de 200 millions d'euros, pays où les coûts d'élevage avicoles sont très bas. Il s'ensuit le développement du protectionnisme au Brésil qui  En mai 2012, ne pouvant vendre ses actifs brésiliens, le groupe Doux cède sa filière brésilienne en location-gérance au groupe d'industrie agroalimentaire brésilien JBS Friboi.

### Difficultés financières: 2004 - 2011
En 2004, la grippe aviaire fait s'effondrer le marché mondial de la volaille. Cette année-là, le groupe Doux affiche une perte de 14 millions d'euros. Entre octobre 2005 et février 2006, les ventes de Doux chutent de 15 à 20 %, et encore de 25 % à 30 % entre fin février et début mars 2006. En 2006, Doux enregistre une perte totale de 45,3 millions d’euros, et l’année suivante une perte de 35,3 millions d’euros. Au total, de 2002 à 2008, le chiffre d’affaires de Doux a reculé de 6,7 % à 1,5 milliard d’euros. En 2008, Doux enregistre encore une perte de 7 millions d’euros.
En 2008, face à l’épisode de grippe aviaire, à la flambée du prix du pétrole et donc des céréales, et devant l’impossibilité de répercuter ces augmentations sur les prix de vente dans la grande distribution, le groupe est contraint de revoir en profondeur son organisation industrielle pour renforcer sa compétitivité et pérenniser ainsi sa présence dans le marché du frais en France. Cette réorganisation entraîne la fermeture des sites de transformation de Locminé et du Châtelet pour raisons économiques et permet à Doux un retour aux bénéfices avec 52 millions d’euros enregistrés sur l’année 2009.
En 2009, le groupe Doux a été le premier acteur de la filière à exporter directement en Chine depuis ses sites du Brésil qui exportent 50 % des transformations de volaille du groupe vers une centaine de pays. À ce titre, le groupe Doux est le premier bénéficiaire en France des aides à l'exportation de l'Union européenne décidées dans le cadre de la PAC à hauteur de 200 à 300 euros la tonne de produit volailler exportée (ce qui a représenté 63 millions d'aides publiques d'octobre 2007 à octobre 2008).
Au Brésil, en juin 2009, pour tenter de trouver l’équilibre financier dans un marché brésilien porteur mais coûteux en matière de développement pour le groupe, Doux vend sa filiale brésilienne de transformation de dinde au brésilien Marfrig pour 23,6 millions d’euros. À partir de 2011, la politique protectionniste de Dilma Rousseff leste la compétitivité de Doux au Brésil. En mai 2012, ne pouvant vendre ses actifs brésiliens, le groupe Doux cède sa filière brésilienne en location-gérance au groupe agroalimentaire brésilien JBS Friboi, mais ne parvient pas à se défaire de ses dettes.
En juillet 2013, Bruxelles décide de geler les aides à l’exportation de transformations congelées, un coup dur pour Doux qui avait bénéficié de 55 millions d’euros d’aide en 2012.

### 2012-2015: Restructuration et relance
Le 24 mai 2012, le groupe annonce la nomination de Jean-Charles Doux au poste de directeur général délégué pour négocier la crise financière.
En juin 2012, Charles Doux se place son groupe en redressement judiciaire. Le groupe possède alors une dette de 430 millions. Le groupe, détenu à 80% par la famille Doux et à 20% par la BNP Paribas, doit aussi quelque 140 millions d'euros à la banque d'affaires Barclays et a des encours importants avec ses fournisseurs de volailles. Deux mois plus tard, Doux doit annoncer la suppression de son « pôle frais » (essentiellement composé des usines de sa marque principale Père Dodu), afin de se recentrer sur l'export qui constitue 81 % de son chiffre d'affaires. En octobre de la même année, il fait appel à Arnaud Marion, un expert en gestion de crises dans les situations complexes, à qui il confie la réorganisation de l’entreprise afin d’obtenir la validation d’un plan de continuation.
Nommé directeur chargé du redressement du groupe Doux, Arnaud Marion négocie dès son arrivée avec Barclays et Almunajem Group un soutien financier de 30 millions d’euros pour assurer les besoins en trésorerie jusqu’à la fin de la période d’observation et s’opposer à la reprise par le consortium Glon-Sanders (alors encore filiale de Sofiprotéol) / Tilly-Sabco / Terrena des pôles exports et élaborés.
Le 11 août 2012, le gouvernement comminuque sur sa volonté de préserver les emplois de la filière volaille.
En mai 2013, Arnaud Marion fait entrer la holding D&P de la famille Calmels, dirigée par Didier Calmels, spécialiste de la recapitalisation et du redressement d’entreprise, qui reprend les deux tiers du capital du groupe Doux. Aux côtés d’Arnaud Marion, D&P négocie le rachat de la dette de Barclays et l’incorporation de cette dette au capital, ce qui lui permet de désendetter massivement l’entreprise. Arnaud Marion est alors nommé président du directoire du groupe. Le plan de continuation est alors validé par le tribunal de commerce de Quimper le 29 novembre 2013. Dans le cadre de ce plan, Didier Calmels devient actionnaire majoritaire avec 52,2 % des parts, et le groupe saoudien Al-Munajem prend une participation de 25%, confirmée en octobre 2014.
En 2014, Doux est le premier exportateur européen en volume de transformations de volailles, et le 3e au niveau mondial.
Cette restructuration va s’accompagner d’une progression forte des résultats commerciaux. En janvier 2015, le groupe annonce tabler sur un résultat d'exploitation de 25 millions d'euros. Il annonce également une centaine de recrutements en 2015, notamment grâce à une progression de ses ventes au Moyen-Orient. Ces deux annonces sont marquées par la visite du site industriel par le ministre de l’économie, Emmanuel Macron.

### 2016-2018: le démarrage d'une nouvelle ère de développement
Depuis 2016, le Groupe Doux est devenu la Business Unit Export de Galliance, le pôle volaille du groupe coopératif Terrena, le 2e groupe coopératif le plus important en France et l’un des acteurs majeurs de l’agriculture et de l’agroalimentaire. Le capital de Doux, filiale de Galliance, est détenu à 65% par Terso (regroupant Terrena 87,5% et Sofiprotéol 12,5%) et à 35 % par l’actionnaire Saoudien Almunajem.

### Depuis 2018: aggravation des difficultés financières
En mars 2018, le groupe breton est à nouveau proche de la liquidation judiciaire en raison de pertes d'argent importantes depuis deux ans. Le groupe agroalimentaire ukrainien Myronivskyi Hliboprodukt (abrégé MHP) est candidat à la reprise du volailler français numéro 3 mais sous de strictes conditions, ce qui pourrait déboucher sur des pertes d'emplois nombreuses.
Le groupe est placé en liquidation judiciaire avec poursuite de l'activité jusqu'au 31 mai 2018 à compter du 4 avril 2018.
Le 18 mai 2018, le tribunal de commerce de Rennes a retenu les offres de reprise du groupe Doux par LDC, le Saoudien Al Munajen, Terrena, Société des volailles de Plouray, Saria et Yer Breizh. La région Bretagne prévoyait d'accompagner ce projet à hauteur de 20,9M€, et entrait également au capital de Yer Breizh, société créée au moment de cette reprise et regroupant l'ensemble de la filière amont de l'ex-groupe Doux. Ce projet s’inscrit dans la stratégie du groupe LDC de reconquérir des parts de marché en France.
La société qui a repris les actifs de la partie élevage porte le nom de Yer Breizh. Elle a été immatriculée le 9 mai 2018. Elle est dirigée par les co-présidents Gilles Huttepain et Pascal le Floch. La société France Poultry, filiale du groupe saoudien Al Munajem, a repris le volet export ainsi que la partie abattage.

## Activité

### Marché
Le groupe Doux est présent dans l'ensemble des segments du marché de la volaille (poulet et dinde) : produits congelés, entiers, produits panés (cordons bleus, nuggets, burgers de poulet), plats cuisinés. Des sites de transformation sont dévolus à différentes étapes : sites d'abattage de volailles destinées à être congelées entières et sites de transformations élaborées.
Les principaux clients du groupe sont :
- la grande distribution alimentaire et le commerce de proximité ;
- la restauration hors domicile, commerciale ou collective ;
- l'industrie agroalimentaire[45].

### Modèle économique
Le groupe Doux est un transformateur travaillant par contrats avec des agriculteurs spécialisés dans le naissage et l'élevage de reproducteurs (28 fermes et 170 bâtiments), dans le couvage (130 millions de poussins chaque année), dans l'élevage et l'engraissement (300 éleveurs en contrat et 200 éleveurs de coopératives externes). Doux possède des usines d’aliment (450 000 tonnes de transformation annuelle), des abattoirs (3 sites abattant 180 millions de poulets chaque année, soit 180 000 tonnes), une usine de transformation (volume annuel de 20 000 tonnes), en Bretagne et dans les Pays de la Loire. Il dispose de 8 sites en France dont 3 abattoirs, 1 site de transformation en produits agroalimentaires élaborés, 2 couvoirs.

#### Chiffres de 2014
- Doux est le premier distributeur français d’œufs avec un volume de 170 millions d’œufs achetés par contrat aux agriculteurs et revendus.
- Le groupe emploie près de 2 200 personnes[47].
- L’entreprise est classée 600e française et 15e employeur breton[48].
- Le groupe Doux, troisième transformateur mondial derrière les brésiliens JBS Friboi (55 milliards de dollars de chiffre d’affaires) et BRF (10 milliards de dollars de chiffre d’affaires), est le chef de file européen représentant 90 % de la transformation agroalimentaire avicole à l’exportation en Europe et en France[35].

### Certification halal
Le groupe pratique l’abattage rituel halal depuis plus de 50 ans pour sa marque Doux, exclusivement halal. C'était en 2018 une de ses principales sources de revenus. Doux exporte chaque année 170 000 tonnes de volaille halal au Moyen-Orient.

## Résultats financiers
| Années             | 2004 | 2005 | 2006  | 2007  | 2008  | 2009  | 2010  | 2011 | 2012 | 2013 |
| ------------------ | ---- | ---- | ----- | ----- | ----- | ----- | ----- | ---- | ---- | ---- |
| Chiffre d'affaires |      |      |       | 1 517 | 1 719 | 1 369 | 1 400 | 850  | 500  | 475  |
| bénéfices          | -14  |      | -45,3 | -35,3 | -7    | 52    |       |      |      |      |

## Controverses et condamnations
En septembre 2017, l'association de protection animale L214 publie une enquête dénonçant les conditions d'élevage du modèle agricole Doux chez les agriculteurs en contrat avec le groupe. Les images, tournées entre avril et mai 2017 dans un établissement vendéen, montrent 35 000 poulets confinés dans 1 200 m2 (une densité par ailleurs légale), et relève « une masse musculaire surdéveloppée par rapport au reste du corps » et « un déplacement du poids du corps vers l'avant » pour produire davantage de viande de poitrine (blancs de poulet). L'association dénonce également la mortalité des poulets due notamment à leur poids et à la surpopulation qui les empêche d'accéder aux mangeoires. De nombreux poulets seraient ainsi atteints de problèmes cardiaques ou pulmonaires, et leur faible mobilité causerait des infections de la peau.
En juillet 2020, la société a été condamnée par la cour administrative d'appel de Nantes à rembourser 80 millions d'euros de subventions européennes perçues de 2010 à 2013 et à payer une amende de 2 millions d'euros. Ces subventions constituaient une aide à l'exportation de poulets congelés, mais ceux-ci comportaient une teneur en eau supérieure aux normes européennes, ce qui leur interdisait l'accès aux subventions en question,.